# Verona Rupes

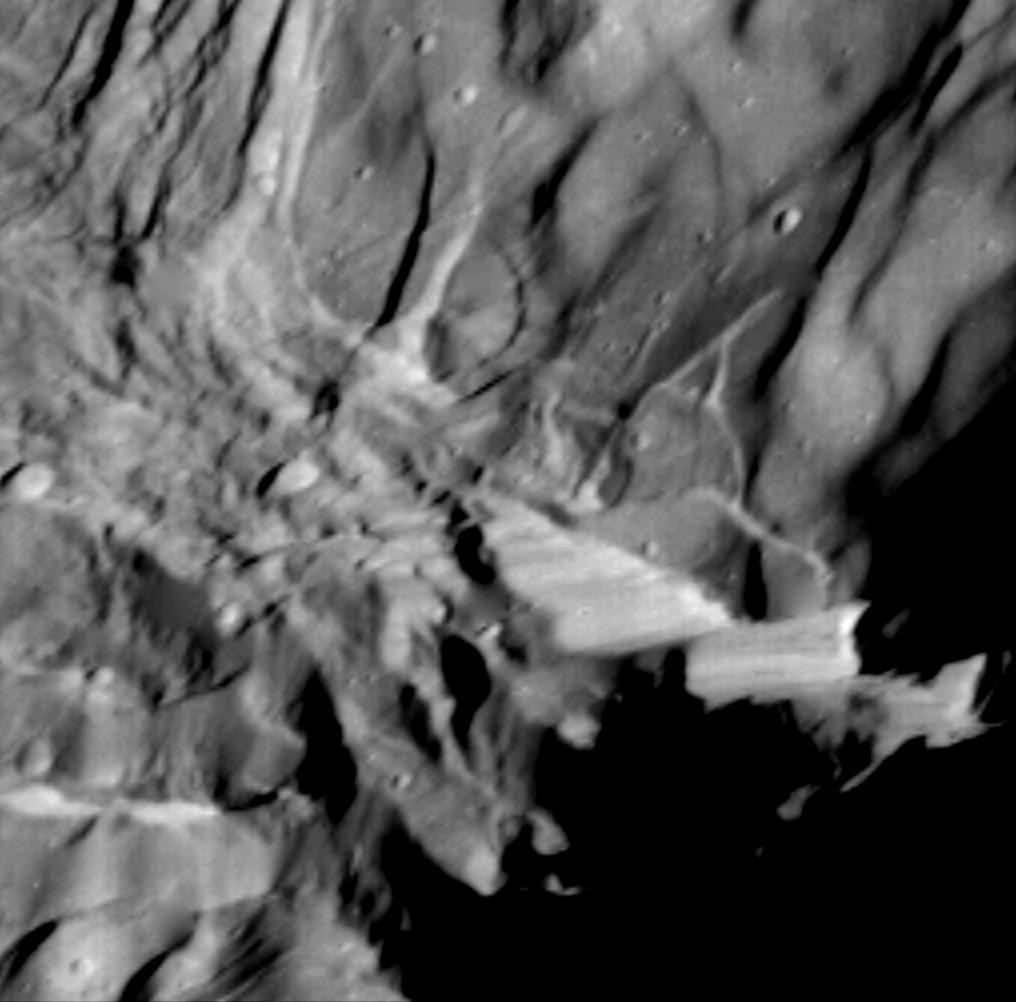
Verona Rupes

Verona Rupes – olbrzymi klif na Mirandzie, księżycu Urana. Klif został oszacowany na od 5 do 20 kilometrów wysokości, co czyni go najwyższym klifem Układu Słonecznego. Nazwa klifu została nadana przez IAU w 1988 roku i pochodzi od miasta Werona, w którym toczy się sztuka Romeo i Julia Williama Szekspira.
Mógł on powstać w czasie wielkiego zderzenia, które spowodowało zniszczenie i ponowne odbudowanie powierzchni Mirandy, lub przez pęknięcie skorupy księżyca.